# 院派
院派（いんぱ）は、平安時代後期から室町時代の仏師の一派。七条大宮仏所、六条万里小路仏所を形成し、足利将軍家の仏師となった。祖は、定朝の孫とされる院助。

## 沿革
鎌倉時代、新様式と言う点では慶派の作品が目立つが、記録によると貴族の世界では院派、ついで円派の仏師が前代からの基盤を受け継いで活躍した。ただし、旧来の伝統を引いて、仏像に銘記を施す例が慶派に比べて少なく、仏師個人の作例を追っていくことが比較的難しい。
14世紀に入ると、真言律宗や禅宗との関わりが生まれ、律宗が東国に教線を伸ばし、禅宗が北条氏の菩提寺になるのに従い、院派も東国へ進出した。
南北朝時代に入ると、室町幕府といち早く結びついた。院吉は、等持院大仏師職と丹波国国分寺地頭職を安堵され、その子院広はそれを継いで広範に活躍した。彼らの作風は、「唐様」とも言うべき独特の形式美をもつもので、他派や後世に少なからぬ影響を与えた。

## 名前の由来
名に院のつく仏師を多数輩出したことから。

## 主な仏師
- 院覚（院助の子）
- 院朝（法印）
- 院尊（法印）
- 院実（法印）
- 院好（法橋）
- 院興
- 院範（法印）
- 院賢（法印）
- 院尚
- 院慶
- 院康
- 院恵（三河法橋）
- 院吉（法眼）
- 定審（駿河法眼）